# Muntanyesa llisa
La muntanyesa llisa o erèbia llisa (Erebia manto) és una espècie de lepidòpter papilionoïdeu de la família dels nimfàlids (Nymphalidae) present a les principals serralades europees, incloent-hi els  Països Catalans.

## Característiques
Els adults, de mida mitjana, es caracteritzen per l'absència o quasi desaparició dels ocels, encara que presenta molt polimorfisme.

## Distribució
Només es troba a Europa: Alps Marítims, nord-est d'Isère fins a l'Alta Savoia, Vosges, centre dels Alps fins als Alps Julians, els Tatra i Carpats, Bòsnia i Hercegovina, Pics d'Europa, Pirineus i Massís Central. A Espanya viu la subespècie constans.

## Hàbitat
Prats humits amb flors, clarianes de bosc; a gran altitud habita en pendents i prats amb herba d'altura moderada. L'eruga, d'hàbits nocturns, s'alimenta de Festuca rubra i possiblement d'altres espècies del gènere.

## Període de vol i hibernació
Una generació a l'any, entre principis de juliol i principis de setembre. Cada exemplar hiberna com a eruga durant dues temporades.